# Агвас де Сао Педрo
Агвас де Сао Педро (порт. Águas de São Pedro) општина је у бразилској држави Сао Пауло која је удаљена 184 km од главног града. Друга је најмања бразилска општина по површини. Године 2010. имала је 2707 становника. Сам назив општине значи „воде Светог Петра”; име је добила по минералним изворима који се налазе на територији општине и њиховом положају, који су пре оснивања града били део општине Сао Педро („Свети Петар”). 
Просечна годишња температура је 22 °C. Године 2016. на територији општине се налазило 2491 возило, а 2009. четири здравствене установе. Индекс хуманог развоја износи 0,854, други по висини у држави Сао Пауло, као и други по висини у Бразилу.  
Агвас де Сао Педро је основан 1940-их. Град је познат по минералним водама лековите вредности, њиховим природним изворима и популарним туристичким атракцијама. Један од извора, порт. Fonte Juventude, други је по сумпорности воде на свету. У општини се такође налазе два велика парка и општински мини-врт.
Општина се налази у региону Гребен Итакери, у јужном централном делу државе Сао Пауло. То је нови град и од свог оснивања је туристичка дестинација. 

## Географија
Општина Агвас де Сао Педро величине је 3612 km², други најмањи бразилски град на том подручју. Заузима 0,0015% државне територије и 0,0004% површине југоисточног Бразила. Општина у свом саставу нема рурално подручје.   
Град се налази на 22°35'50.422 ЈГШ и 47°53'02.309 ЗГД, на удаљености од 184 km северозападно од главног града државе Сао Пауло. Једина суседна општина је Сао Педро.

### Геоморфологија и хидрологија
Геоморфологију подручја Агвас де Сао Педро карактеришу рељефи ниских брежуљака, одвојене долинама без већих речних равница и благо је нераван. Општина се налази на надморској висини од 515 m и налази се у географском региону који се назива периферна депресија државе Сао Пауло, у близини границе са Западном висоравни.
Агвас де Сао Педро налази се у такозваној формацији Пирамбоија (Пирамбоиа значи „змијска риба“ у Тупи-Гуарани), једној од пет стратиграфских парцелација басена Парана, насталих у различитим периодима, у којима су били тријас и рана креда, преовлађују седименти који су састављени од танких до средњих аренита, бело-наранџасте до црвенкасте боје и с тангенцијалним попречним слојем средње до велике основе. Ове карактеристике указују на привремене реке у прошлости у полуаридном окружењу. 
Град се налази у средишњем делу две петине укупне површине периферне депресије. Ограничена је реком Арагуа. 

### Клима
Према Кепеновој класификацији климата, Агвас де Сао Педро има тропску саванску климу, близу влажне суптропске климе, са смањењем падавина током зиме, годишњим просеком температура 22 °C, суве и благе зиме (уз појаву слабих мразева неколико дана у сезони) и кишовита лета са високим температурама. Најтоплији месец, фебруар, има просечну температуру од 25 °C, са просечним максимумом од 30 °C и најмање 19 °C. Најхладнији месец, јул, има просечну температуру од 18 °C, са 25 °C и 11 °C, односно максимални и минимални просек. Јесен и пролеће су прелазна годишња доба. 

Укупна годишња количина падавина мери се на 1307 mm, а јул је најсувљи месец, са 26 mm падавина. У јануару, најкишовитијем месецу, просек је 221 mm. Од почетка 2000-их, међутим, врући и суви дани током зиме били су све чешћи не само у Агвас де Сао Педро, већ и у већем делу државе Сао Пауло, често надмашујући 30 °C, нарочито између јула и септембра. Током сушне сезоне и дугих михољских лета усред кишне сезоне, све је више извештаја о диму изгорелог земљишта у плантажама шећерне трске, углавном у руралном подручју око града, због чега је савезни суд забранио такву активност у региону. Град није уобичајена падавина, али забележен је 17. фебруара 2010. 
| Клима Агуас де Сао Педро                                                        | Клима Агуас де Сао Педро | Клима Агуас де Сао Педро | Клима Агуас де Сао Педро | Клима Агуас де Сао Педро | Клима Агуас де Сао Педро | Клима Агуас де Сао Педро | Клима Агуас де Сао Педро | Клима Агуас де Сао Педро | Клима Агуас де Сао Педро | Клима Агуас де Сао Педро | Клима Агуас де Сао Педро | Клима Агуас де Сао Педро | Клима Агуас де Сао Педро |
| Показатељ \ Месец                                                               | .Јан.                    | .Феб.                    | .Мар.                    | .Апр.                    | .Мај.                    | .Јун.                    | .Јул.                    | .Авг.                    | .Сеп.                    | .Окт.                    | .Нов.                    | .Дец.                    | .Год.                    |
| ------------------------------------------------------------------------------- | ------------------------ | ------------------------ | ------------------------ | ------------------------ | ------------------------ | ------------------------ | ------------------------ | ------------------------ | ------------------------ | ------------------------ | ------------------------ | ------------------------ | ------------------------ |
| Максимум, °C (°F)                                                               | 30 (86)                  | 30 (86)                  | 30 (86)                  | 28 (82)                  | 26 (79)                  | 25 (77)                  | 25 (77)                  | 28 (82)                  | 29 (84)                  | 29 (84)                  | 30 (86)                  | 30 (86)                  | 28,3 (82,9)              |
| Просек, °C (°F)                                                                 | 25 (77)                  | 25 (77)                  | 24 (75)                  | 22 (72)                  | 20 (68)                  | 18 (64)                  | 18 (64)                  | 20 (68)                  | 21 (70)                  | 23 (73)                  | 23 (73)                  | 24 (75)                  | 21,9 (71,3)              |
| Минимум, °C (°F)                                                                | 19 (66)                  | 19 (66)                  | 18 (64)                  | 16 (61)                  | 13 (55)                  | 12 (54)                  | 11 (52)                  | 12 (54)                  | 14 (57)                  | 16 (61)                  | 17 (63)                  | 18 (64)                  | 15,4 (59,8)              |
| Количина падавина, mm (in)                                                      | 221 (8,7)                | 191 (7,52)               | 149 (5,87)               | 71 (2,8)                 | 62 (2,44)                | 44 (1,73)                | 26 (1,02)                | 27 (1,06)                | 64 (2,52)                | 124 (4,88)               | 133 (5,24)               | 191 (7,52)               | 1,303 (51,3)             |
| Извор: Центар за метеоролошка и климатска истраживања примењена на пољопривреду |                          |                          |                          |                          |                          |                          |                          |                          |                          |                          |                          |                          |                          |

### Екологија и животна средина
Првобитна вегетација у области Агвас де Сао Педро била је сераду, мешовита формација класификована у два слоја: горњи слој, састављен од дрвећа променљиве висине од 3 до 6 m, са крошњама често ретким и размакнутим, и доњим слојем, који се састоји од непрекидне траве и других биљака високих мање од метра, и дрвећа са великим и увијеним гранама, великом кором, великим лишћем и трњем. Ова природна вегетација је, међутим, прилично уништена.  Град има 69 ha, 17,40% његове укупне површине, пошумљених површина.  

## Историја

### Порекло
До 1800. године регија Сао Педро била је прашума. Први познати људи који су крочили ногом на територију Агвас де Сао Педра били су, као и у већини општина Сао Паула, људи у потрази за драгим камењем, посебно за златом, отварајући многе путеве у густој шуми. Годинама су у региону основане многе фарме, све док се 1883. Сао Педро није одвојио од Пирасикаба и постао политички независтан. 
Тадашња економија била је заснована на производњи кафе, а многе италијанске породице су се населиле у тим регионима да би радиле по партнерским уговорима како би замениле ропски рад.

### Потрага за нафтом и откриће извора
Двадесетих година прошлог века Јулио Престес, гувернер Сао Паула, започео је истраживање подручја за проналажење нафте у Сао Педру. Нафта није пронађена, али су откривени извори минералне воде. После тога су предузети други покушаји проналажења нафте на већим дубинама. Међутим, и тај покушао је био неуспешан.
Године 1934, Францин, власник дела земљишта у околини, на једном од извора који је купио саградио је јавно купатило (тренутно познато као „Чесма младих“), чије су воде имале карактеристичан мирис сумпора. Годину дана касније, група грађана је купила плац величине 100.000 m², где су изградили бањско одмаралиште. Исте године, Октавио Мора Андраде одлучио је да тамо изгради бању, дајући јој име Caldas de São Pedro. 
Четири године Институт за технолошка истраживања Универзитета у Сао Паулу спроводио је низ студија тих вода. Закључено је да воде из великих дубина имају високу концентрацију супстанци које могу бити штетне за људе као и да постоји могућност да њена pH вредност није погодна за купање. Резултати су објављени 1940, а оне су се и даље сматрале добрим за купање, упркос резултатима, а њихова лековита својства проучавао је професор Жоао де Агуиар Пупо, декан Медицинског факултета у Сао Паулу. 

### Оснивање
Препознајући значај термалних извора у региону, влада државе Сао Пауло је 19. јуна 1940. основала  хидроминералне и климатске бање Агвас де Сао Педра (порт. Estância Hidromineral e Climática de Águas de São Pedro). Упркос томе, град обележава свој рођендан 25. јула, од 1940. године, када је основана прва већа зграда у граду, хотел Гранде. Општина Агвас де Сао Педро је основана државним законом бр. 233, од 24. децембра 1948.

### Изградња бањског града и почетак урбанизма
Да би промовисао економски развој и експлоатацију лековитих вода, Октавио Мора Андраде осмислио је и дизајнирао град усмерен на хидротерапију. Агвас де Сао Педро је плански претворен у хидроминералну бању, с циљем да обезбеди и пружи потребно лечење. Познат је као и туристичко место. Године 1940, евидентиран је у регистру некретнина округа Сао Педро под бројем 1, у складу са захтевима бразилске савезне одлуке закона бр. 58, од 10. децембра 1937.
Као део овог пројекта, изграђено је неколико зграда, укључујући велики луксузни хотел као и казино, један од првих у земљи који регулише влада.  Реконструисано је неколико путева, укључујући 8 km пут који повезује Сао Педро са изворима: изграђен је аеродром са четири писте.

### Савремена историја
Након отварања бање, туризам је почео да расте. Град је постао један од чланова туристичке регије Гребена Итакери, састављена од дванаест општина. С великим бројем туриста, појавила се потреба за побољшањима у комерцијалном сектору, што је условило реконструкцију улице порт. Rua do Comércio. 
Године 2013, објављено је да ће Агвас де Сао Педро постати први дигитални град у земљи. Инсталиране су антене која пружају 4Г технологију и сигурносне камере, таблети су подељени ученицима општинске школе, уграђени су сензори у систему за паркирање аутомобила и уличне расвете чиме се смањује потрошња енергије.  Године 2016, наставници су обучавани за рад с новим технологијама и заказивањем медицинских прегледа преко интернета.  Становници се жале да већина обећаних услуга више не постоји или не функционише.

## Демографија
Бразилски попис 2010. године је забележио да Агвас де Сао Педро има 2707 становника. Од тог укупног броја, 2361 становник је белац (87,22%), 279 мелез (10,31%), 41 тамнопут (1,51%) и 26 азијац (0,96%). То је 594. град са највише насељености у држави и има густину насељености од 749,45 становника по квадратном километру. Од укупног становништва, 1262 становника су били мушкарци, а 1445 жене.
 Многи људи остају у општини само викендом и празницима. 
Године 2000. 305 људи (16,2% градског становништва) изјавило је да има неку врсту инвалидитета, готово два процента више од националног просека.
Општински индекс хуманог развоја у месту Агвас де Сао Педро износи 0,854, што Програм Организације уједињених нација за развој сматра веома високим и други је по висини у држави Сао Пауло, као и други највиши у Бразилу. Узимајући у обзир само образовање, индекс је 0,825, у поређењу са 0,637 за Бразил у целини; индекс дуговечности је 0,890 (0,816 за Бразил); а индекс исхода је 0,849 (за Бразил 0,739). Према већини показатеља, град се високо котира, а према свим показатељима изнад националног просека. 
Џинијев коефицијент, којим се мери друштвена неједнакост, износи 0,40, на скали у којој је 1,00 најгоре, а 0,00 најбоље. Учесталост сиромаштва износи  5,91%, на скали у којој је доња граница 0,17%, а горња 11,65%; а учесталост субјективног сиромаштва мери се на 4,24%. 

### Религија
Као и код културне разноликости у Агвас де Сао Педру, у граду су присутне разне верске манифестације. Од пописа становништва у Бразилу 2010. године, становништво је имало 1836 римокатолика (67,81%), 435 евангелика (16,07%), 228 особа без религије (8,41%), 125 спиритиста (4,63%), 29 људи са неодређеном или вишеструком припадношћу (1,08%), 13 Јевреја (0,47%), 9 православних католика (0,33%), 7 духовника (0,24%), 6 Јеховиних сведока (0,23%), 6 људи са новим источњачким религијама (0,23%), 4 човека друге хришћанске религије (0,15%), 3 будиста (0,12%), 3 човека са езотеричним традицијама (0,11%) и 3 припадника цркве Исуса Христа светаца последњих дана (0,12%).

#### Римокатоличка црква
Историја католичке цркве у Агвас де Сао Педро започела је када је гђа. Мариа Јулиа дас Дорес Андраде, мајка оснивача града, замолила га је да заједно са изградњом хотела Гранде изгради и „Кућу Божју“. За његово подизање изабрано је највише место у граду. 
Године 1946. изграђена је римокатоличка капела, чија је архитектура заснована на капели коју је видео Октавио у Рио де Жанеиро. Капела је била посвећена Госпи од Безгрешног зачећа. Године 1954. године Агвас де Сао Педро је уклоњен из парохије града Сао Педро, а 29. маја исте године основана је Жупа Безгрешног Зачећа. 
Годинама након оснивања парохије, изабрано је ново место у близини централног дела града за изградњу нове цркве, али ти планови нису завршени јер је творац пројекта умро.

## Економија
Према подацима бразилског института за географију и статистику за 2016. годину, општина је имала бруто домаћи производ од 132.616.560,00 бразилског реала, од чега су 7.533.360,00 бразилског реала порези на производе без субвенција, а бруто домаћи производ по глави становника 41.378,02 $. Такође, према институту за географију и статистику, град је у 2016. години имао 225 локалних јединица (продавница) и укупно 1569 запослених особа, од чега 1271 прима плату. Плате су заједно са осталим накнадама износиле 32.625.000,00 $, а просечна месечна зарада у општини износила је 2.2 минималног прихода.
Град нема рурално подручје, тако да примарни сектор не утиче на локални бруто домаћи производ. Иако општина не зависи од било које веће индустрије, бруто додата вредност бруто домаћег производа из секундарног сектора износила је 10.504.940,00 $. 
Већи део терцијарног сектора је туризам, а градска економија усмерена је искључиво на овај сектор. Општина Агвас де Сао Педро интегрисана је са туристичком регијом Гребена Итакери и главна јој је атракција лековита минерална вода. Према градским званичницима, нове туристичке руте пролазе кроз регионализацију. Туристи које привлаче природне атракције, такође, помажу у подстицању комерцијалног сектора града.
Према бразилском секретару за спољну трговину, 2016. извоз Агвас де Сао Педра износио је 838 америчких долара, а све потиче из Аустралије. Међу извозним производима су имитације накита, ткане корпе и пластични поклопци. 
Празници, такође, доносе граду више прихода. На пример, на карневалу 2016. године, општински секретар за туризам рекао је да ће прилив туриста резултирати додавањем 5$ милиона у локалну економију. Неколико економских програма створено је како би истакло туристичку регију, привукло више туриста и побољшало комерцијални и смештајни сектор.

### Медији
У граду се објављују само једне новине под називом Jornal Águas News, основане 21. маја 2016. године и имају двонедељни тираж. Град, међутим, продаје регионалне новине које извештавају о догађајима у граду, попут A Tribuna de São Pedro и Јornal O Regional из Сао Педра и Jornal de Piracicaba, A Tribuna Piracicabana и Gazeta de Piracicaba из Пирасикабе. 
Агвас де Сао Педро има само једну радио станицу која емитује из града, Rádio FM Estância Ltda, која је започела 1987. године, а сада је означен као 92 FM.

## Култура и рекреација

### Туризам
Викендом град прима прилив туриста који је двоструко већи од броја становника током целе године — око 6000 туриста. Током дугих празника, број туриста може да достигне 30.000.
Агвас де Сао Педро је једна од једанаест општина које влада државе Сао Паоло сматра хидроминералним бањама, испуњавајући одређене предуслове утврђене државним законом. Савезни закон бр. 2661 од 3. децембра 1955. каже: „Термоминералном, хидроминералном или једноставно минералном бањом сматра се место које је признато државним законом и које има изворе термалних или минералних, природних вода које се експлоатишу у складу са одредбама овог закона и Савезне уредбе -Закон 7,841, од 8. августа 1945." Ово признање овим општинама осигурава већи државни буџет за улагање у регионални туризам. Такође, град има право да испред свог имена дода назив хидроминералне бање, термин под којим ће град одредити и општинска управа и државне референце.
Као зелене површине град има Мини врт (порт. Mini Horto), место са расадником и језерцетом и два велика парка: 
- Парк Октавио Мора Андраде (именован 1975),[48] подручје са више од милион квадратних метара, са 16 пешачких стаза дужине 6500 m. У парку се може наћи неколико врста регионалне фауне и флоре,[49] око 250 врста птица[50] и приближно 40 коати.[51]
- Водени парк „Жозе Бенедито Зани” (именован 2000),[52] подручје са 6400 m² са стазом за трчање, теретаном на отвореном, клизалиштем и бициклистичком стазом.

Агвас де Сао Педро имао је музеј телекомуникације „Жилберто Афонсо Пена” (порт. Museu das Telecomunicações "Gilberto Affonso Penna"), познатији као радио музеј (порт. Museu do Rádio), који је отворен 2003. године и имао је колекцију од 117 предмета, у распону од грамофона до писаћих машина. После обнове на месту где се налазио, образовни и културни центар Анђело Францин (порт. Centro Educacional e Cultural Angelo Franzin), музеј је затворен и не разматра се поновно отварање. 
У Агвас де Сао Педро обележавају се два локална празника: годишњица града (25. јула) и дан Безгрешног зачећа (8. децембра).

### Минерални извори
Као што је само име, Агвас де Сао Педро је популаран због својих минералних вода. У општини постоје три фонтане: фонтана младих (порт. Fonte Juventude), Ђокондова фонтана (порт. Fonte Gioconda) и фонтана Алмеида Салеса (порт. Fonte Almeida Salles), све са знатно већом минерализацијом од већине других бразилских минералних извора. Од ове три, последње две имају природни извор, јер вода из фонтане младих долази из артеског бунара на старом месту за истраживање нафте. Вода у општинској фонтани је за пиће, а за купање постоји Термално купалиште Октавио Мора Андраде, општинско купалиште.
Вода фонтана младих сакупља се на дубини од 348 m; то је највише сумпораста воде у Бразилу и Америци и друга у свету, 34,3 милиграма сумпора оксидован једињења, 4 mg водоник-сулфида и 53 mg натријум-хидросулфида и натријум-сулфида по литру воде. Намењена је лечењу кожних болести. 
Ђокондова фонтана има висок садржај натријум сулфата (42 mg/100 ml), намењена је лечењу стомачних болести. Чесма је добила име у част породице Ђокондо, која је земљу око извора уступила Октавију Мора Андрадеу. 
Фонтана Алмеида Салеса је добила име у част истоименог лекара секретаријата за пољопривреду државе Сао Пауло који га је први пут посетио и тестирао лековите квалитете воде. То је натријум хидрогенкарбонатна вода индицирана за болести желуца и јетре.

### Уметност
На пољу сценске уметности, између 2006. и 2010. године, одржана је текућа позоришна изложба Сао Педра и Агвас де Сао Педра. У 2010. години пројекат је победио на „конкурсу за подршку фестивалима уметности у држави Сао Пауло“ који је промовисао државни секретаријат за културу, део „културног акционог програма“ који је организовало уметничко културно удружење (порт. Associação Cultural Arte), што је осигурало да догађај има пуну и неограничену подршку влада два града.
Занати су такође један од најспонтанијих облика културног изражавања Агвас де Сао Педра. У граду је могуће пронаћи разне занате, израђене од регионалних сировина и створене у складу са локалном културом и начином живота. „Удружење занатлија Сао Педра и региона“, заједно са другим институцијама као што су општинска влада или Надзор над занатским радом у заједницама, окупља многе занатлије из региона и обезбеђује простор за производњу, изложбу и продају занатих производа као што су јоргани и хеклани производи, цвеће произведено са сувим лишћем кукуруза и ткани производи, произведени на разбојима. Обично се овај материјал продаје на базарима (попут оних које промовише општински фонд социјалне солидарности), сајмовима, изложбама или занатским радњама. 

### Спорт
Године 1941. хотел Гранд био је домаћин првог великог шаховског такмичења у Бразилу, међународног турнира Агвас де Сао Педра.
У скорије време, Агвас де Сао Педро послао је спортисте да учествују на сениорским регионалним играма (порт. Јogos Regionais do Idoso) и сениорским отвореним играма (порт. Jogos Abertos do Idoso). Године 2018. 56 спортиста је послато да учествује на JORI, такмичењу у којем учествују спортисти из 40 општина, а Агвас де Сао Педро је освојио 11. место.  I

## Влада
Општинску управу чине градоначелник и девет одборника, који се бирају на мандат од четири године. Постављање општинског већа и инаугурација првог санитарног градоначелника Карлоса Маура, кога је именовао гувернер државе, одржана је 2. априла 1949. Градоначелник има извршну власт и има девет секретаријата под својом командом: администрација, образовање, финансије, туризам, животна средина и безбедност, здравље, социјална и термичка промоција, јавни радови и урбане услуге. Они помажу градоначелнику у његовој влади, планирању, развоју, оријентацији, координацији и спровођењу политика у њиховим областима. Законодавну власт представља једнодомно општинско веће и његови одборници, који су одговорни за доношење закона и надзор над поступцима градске куће. Општина је регулисана органским законом општине Агвас де Сао Педро, од 5. априла 1990. 
У Агвас де Сао Педро не постоји судница; општина је део окружног суда Сао Педра. Према регионалном изборном суду у Сао Паулу, град је 2014. имао 2881 гласача, број већи од броја становника. То се дешава зато што град има много туриста и студената који на крају преносе свој бирачки списак у општину.

## Образовање
Агвас де Сао Педро поседује три јавне школе:
- Општинска предшколска установа „Вида” (порт. Escola Municipal de Educação Infantil "Vida")
- I, II и III општинска основна школа „Марија Луиза Форназје Франзин” (порт. Escola Municipal de Ensino Fundamental de Águas de São Pedro "Maria Luiza Fornasier Franzin" I, II e III), представљају три различите зграде школе; у свакој згради се налазе различити школски разреди.
- Државна школа „Анђело Франзин” (порт. Escola Estadual Angelo Franzin), средња школа.

Град такође има институцију високог образовања: отворена 1995. године, универзитетски центар је приватни универзитет који одржава бразилска национална служба за комерцијално образовање. Раније је био познат под називом Senac, али га је 2004. године бразилско министарство образовања и културе преименовао у универзитетски центар.  У Бразилу постоји разлика између факултета, универзитетског центра и универзитета који се разликују по величини, у академским звањима наставног особља и у времену посвећене службе.
У 2017. години општина је имала укупно 686 ученика (105 у предшколској установи, 431 у основној школи и 150 у средњој школи) и 51 наставника (5 у предшколској установи, 34 у основној школи и 12 у средњој школи). Према социјалном индексу развоја општина (порт. Indicador Social de Desenvolvimento dos Municípios) фондације Жетулио Варгас из 2010. године, проценат неписмених људи старијих од 18 година био је 1,71%, а међу људима старости 15 година — 17 је био 0%. Према подацима бразилског института за географију и статистику са пописа становништва 2010. у Агвас де Сао Педру било је укупно 2441 особа старијих од 10 година, од којих 741 није имало образовање и није имало завршену основну школу, 360 је завршило основну школу и имало непотпуно средње образовање, 729 је завршило средње образовање и имало је непотпуно високо образовање, а 610 је завршило високо образовање.

## Инфраструктура
Агвас де Сао Педро је 2010. имао 990 пребивалишта. Од овог броја, укупно 654 су била у власништву имовине, од чега је 610 у власништву и већ је плаћено, 44 је плаћено и 266 је изнајмљено. Позајмљено је 69 некретнина, од којих је послодавац позајмио 38, а 31 за друга средства.  

### Превоз
Године 1892. отворена је железничка станица у граду Сао Педро; припадала је порт. Companhia União Sorocabana e Ytuana, која је касније служила као пут за оне који су желели да стигну до Агвас де Сао Педра. Између 1907. и 1919. био је део железничке пруге Сорокабана. Станица је деактивирана крајем 1960-их, када су изграђени први асфалтирани путеви у Сао Педру. Данас кроз град пролази само један аутопут, СП-304. Повезује Агвас де Сао Педро са градовима Сао Педро 8 km северозапад) и Пирасикаба 29 km југоисток). Реконструкција путева је започела 22. августа 2014. године, а завршена 16. марта 2018.
Град се налази у близини аеродрома Сао Педро, који је отворен 1938. године, а подвргнут је реновирању 2010. године. Налази се у близини СП-304, а земљана писта има 1100 m. Стара градска аутобуска станица је обновљена како би правилно примила путнике међуградских аутобуса, поново отворена 31. децембра 2008. 
Општинска флота у 2016. години имала је укупно 2491 возило, региструјући 1,29 становника по возилу, што узрокује проблеме у протоку саобраћаја, нарочито у центру града викендом. 

### Комуналије
Електричну енергију граду пружа државна компанија за енергију и светлост у Сао Паулу (порт. Companhia Paulista de Força e Luz). Комплетна јавна електроенергетска мрежа донирана је компанији и њоме управља од 1973.
Вода се снабдева основном санитарном компанијом државе Сао Пауло од 1977.   Агвас де Сао Педро није имао обраду отпадних вода, па је сва прикупљена канализација (70.000 l/дан, 101.7 kg БПК/месец) уливана у реку Аракуа, која је један од главних индустријских вода. Одсуство постројења за пречишћавање канализације у граду изазвало је жалбе становништва. Други проблематични случајеви, као слив воде, замуљивање и деградација животне средине, навели су градоначелника да размисли да не обнавља градски уговор са истом компанијом. Након неколико преговора, уговор је обновљен у мају 2013. Прва опрема за изградњу постројења за пречишћавање канализације стигла је у новембру 2015,  а зграда је завршена 2016.

### Здравствена заштита
У 2009. години општина је имала четири здравствене установе, две приватне и две јавне (општинска клиника за прву помоћ и основна здравствена јединица „Dinho Barbosa“). Град такође има амбуланту која пружају медицинску и стоматолошку негу. Децембра 2009, Агвас де Сао Педро имао је шеснаест лекара од којих је четворо било лекара опште праксе, четири помоћника неговатеља, три медицинске сестре, два техничара, два физиотерапеута и осам људи распоређених у друге категорије, за укупно 39 здравствених радника.

### Јавна безбедност
Од свог оснивања, општина је забележила само један случај убиства и то 17. августа 1994. године. Случај никада није разрешен. 
Град има полицијску станицу треће класе, а патролира 2. група 3. чете 10. батаљона војне полиције државе Сао Пауло и општинска цивилна стража. Такође, град нема ватрогасну станицу, већ користе ону која се налази у суседном граду, Сао Педру.

## Даље читање
- Crescenti, Stella Maria Gonçalves (6. 8. 2015). „Miralles, Lucila Jacob”. Águas de São Pedro: A História que se conta [Águas de São Pedro: The Story That is Told] (на језику: Portuguese). Revolução eBook. ISBN 9788582452745.
- Saint-Pierre, Silvia (2007). Octavio Moura Andrade: o sonho de um empreendedor [Octavio Moura Andrade: The Dream of an Entrepreneur] (на језику: Portuguese) (1st изд.). São Paulo, Brazil: Editora Senac São Paulo. ISBN 978-8573595444.
- Dos Santos, Antonino Malaquias; Gomes, Fábio de Freitas; Barreto, Ronaldo Lopes Pontes (2005). Gastronomia & história dos hotéis-escola Senac São Paulo [Cuisine & History of the Senac São Paulo Hotel Schools] (на језику: Portuguese) (1st изд.). São Paulo, Brazil: Editora Senac São Paulo. ISBN 8573594322.
- Águas de São Pedro Municipal Council (5. 4. 1990). Lei Orgânica do Município da Estância de Águas de São Pedro [Organic Law of the Municipality of the Spa of Águas de São Pedro] (PDF) (на језику: Portuguese). São Paulo, Brazil: Official Press of the State (IMESP). Приступљено 31. 3. 2019.
- Águas de São Pedro (PDF) (на језику: Portuguese). Rio de Janeiro: Brazilian Institute of Geography and Statistics (IBGE). 1972. Приступљено 12. 4. 2019.
- De Magalhães, Gualberto (1940). Águas de São Pedro atravez da imprensa: contribuição ao estudo dessas aguas medicinaes [Águas de São Pedro Through the Press: Contribution to the Study of These Medicinal Waters] (на језику: Portuguese).
- De Jesus, Silvia Cristina; Braga, Roberto (октобар 2005). „Análise espacial das áreas verdes urbanas da estância de Águas de São Pedro – SP” [Urban Green Spaces and Environmental Quality: Spatial Analysis of Águas de São Pedro, São Paulo State]. Caminhos de Geografia. 6 (16). ISSN 1678-6343. Приступљено 1. 4. 2019.
- Bonfato, Antonio Carlos (2003). „Jorge de Macedo Vieira: o orgânico e o geométrico na prática urbana (1920-1960)” [Jorge de Macedo Vieira: The Organic and the Geometric in Urban Practice (1920-1960)]. Revista Brasileira de Estudos Urbanos e Regionais. 5 (2): 75. doi:10.22296/2317-1529.2003v5n2p75 . Приступљено 31. 3. 2019.
- Conti, José Bueno (1971). „Condições climáticas da região das Águas de São Pedro (SP)” [Climatic conditions of the region of Águas de São Pedro (SP)]. Caderno de Ciências da Terra. São Paulo: University of São Paulo: 14—15.
- Pereira, Tatiana Heidorn Alvarez de Aquino (2016) [13 July 2016]. Estância Hidromineral de Águas de São Pedro (SP) e a construção de um espaço voltado ao termalismo [Hidromineral Águas de São Pedro (SP) and the construction of tourist space dedicated to hydrotherapy] (PDF) (Master's thesis) (на језику: Portuguese). Piracicaba: University of São Paulo. doi:10.11606/D.91.2016.tde-05072016-182745. Приступљено 12. 4. 2019.
- Doro, Maria da Penha Marinovic (2010) [29 June 2011]. A onomástica no discurso publicitário turístico das estâncias hidrominerais: Águas de São Pedro, um estudo [Onomastics in tourist advertising discourse of thermal cities: Águas de São Pedro, a study] (PDF) (Doctorate thesis) (на језику: Portuguese). São Paulo: University of São Paulo. doi:10.11606/T.8.2011.tde-29062011-144418. Приступљено 31. 3. 2019.
- Bortoleto, Silvana (2008) [6 January 2012]. Análise da arborização urbana da Estância de Águas de São Pedro-SP [Urban forestry analysis of the city of Águas de São Pedro-SP] (PDF) (Doctorate thesis) (на језику: Portuguese). Piracicaba: University of São Paulo. doi:10.11606/T.11.2009.tde-01112011-101837. Приступљено 1. 4. 2019.
- Trevisan, Ricardo (2007). Os construtores de uma nova cidade. A equipe multidisciplinar que planejou Águas de São Pedro na década de 1930 [The builders of a new city. The multidisciplinary team that planned Águas de São Pedro in the 1930s]. I Simpósio Nacional do Centro Interdisciplinar de Estudos África-América - CieAA & VI Semana de História (на језику: Portuguese). Anápolis, Brazil.
- Trevisan, Ricardo; Da Silva, Ricardo Siloto (2004). Águas de São Pedro: a primeira Cidade-Jardim brasileira [Águas de São Pedro: The First Brazilian Garden-City]. VIII Seminário de História da Cidade e do Urbanismo (на језику: Portuguese). Niterói, Brazil.
- Trevisan, Ricardo; Da Silva, Ricardo Siloto (2003). Duas cidades, duas medidas. A ação empreendedora diferenciada na origem de duas cidades novas: Águas de São Pedro e Andradina (São Paulo, Brasil) [Two cities, two measures. The differentiated entrepreneurial action in the origin of two new cities: Águas de São Pedro and Andradina (São Paulo, Brazil)]. 51st International Congress of Americanists (на језику: Portuguese). Santiago, Chile.
- Trevisan, Ricardo; Da Silva, Ricardo Siloto (2003). Morfologia Urbanística de uma Cidade Balneária. Um passeio analítico em Águas de São Pedro, SP [Urban Morphology of a Spa City. An analytical walk in Águas de São Pedro, São Paulo]. X Encontro Nacional da Associação Nacional de Pós-Graduação e Pesquisa em Planejamento Urbano e Regional (ENANPUR) (на језику: Portuguese). Belo Horizonte, Brazil.
- Trevisan, Ricardo; Da Silva, Ricardo Siloto (2002). Urbanismo e saneamento integrados na década de quarenta: o plano do Escritório de Saturnino de Brito para Águas de São Pedro [Integrated urban planning and sanitation in the 1940s: the plan of the Saturnino de Brito Office for Águas de São Pedro]. IV Núcleo de Pesquisa em Tecnologia da Arquitetura e Urbanismo (NUTAU) (на језику: Portuguese). São Paulo.